# Shōō
Shōō (japanisch 正応) ist eine japanische Ära (Nengō) von Mai 1288 bis September 1293 nach dem gregorianischen Kalender. Der vorhergehende Äraname ist Kōan, die nachfolgende Ära heißt Einin. Die Ära fällt in die Regierungszeit des Kaisers (Tennō) Fuhimi.
Der erste Tag der Shōō-Ära entspricht dem 29. Mai 1288, der letzte Tag war der 5. September 1293. Die Shōō-Ära dauerte sechs Jahre oder 1926 Tage.

## Ereignisse
- 1289 Koreyasu wird abgesetzt, Hisaaki wird achter Shōgun Japans
- 1290 Asahara-Vorfall (浅原事件, Asahara jiken), misslungener Anschlag auf Tennō Fuhimi
- 1290 Gründung des Taiseki-ji
- 1293 Gründung des Generalgouvernements Chinzei (鎮西探題, Chinzei Tandai) zur Vereinigung der westlichen kuni
- 1293 Mai Kamakura-Erdbeben, der Kenchō-ji brennt nieder, infolge des Erdbebens kommt es zu den Heizenmon-Aufständen (平禅門の乱)